# Bisceglie
Bisceglie es un comune y ciudad italiana de la provincia de Barletta-Andria-Trani, en la región de Puglia. Tiene una población de 55 517 habitantes.

## Demografía
| Gráfica de evolución demográfica de Bisceglie entre 1861 y 2001 |
|                                                                 |
| Fuente ISTAT - elaboración gráfica de Wikipedia                 |